# ضمور الخصية
ضمور الخصية (بالإنجليزية: Testicular atrophy)‏ هي حالة طبية تصغر فيها الخصيتان والتي هي أعضاء التكاثر الذكرية (عند الإنسان توجد الخصيتان في كيس جلدي يدعى بالصفن) مما يؤدي إلى فقدان في وظيفتها.
ضمور الخصية لا يستخدم للحالات المؤقتة التي قد تحدث لأسباب مختلفة مثل البرد. قد يحدث ضمور الخصية بسبب إصلاحات جراحية لأنواع معينة من الفتق.

## الأسباب
وجدت الأبحاث أن ضمور الخصية قد يكون ناجماً عن الصدمة الصفنية، وجراحة الفتق الإربي (ذلك يكون نادرًا، ولكن عادةً ما يكون عند الأطفال الصغار جدًا)،واستخدام الستيرويدات المنشطة، والعلاج بالإستروجين،ودوالي الخصية،ونقص التروية (في الغالب ثانوي إلى النفتال الخصية).
بعض الدراسات وجدت أيضاً أن استرات الفثالات، وعدوى فيروس زيكاقد تكون أحد أسباب ضمور الخصية في الحيوانات.